# Charles Boli
Charles Boli (Dundee, 30 agosto 1998) è un calciatore francese, centrocampista dell'Araz.

## Biografia
È figlio dell'ex calciatore Roger Boli, nipote di Basile Boli e cugino di Yannick Boli. Inoltre anche i suoi due fratelli Kévin e Yohan sono calciatori professionisti. È nato a Dundee nel periodo in cui il padre giocava per il Dundee Utd.

## Carriera
Boli è cresciuto nel settore giovanile del Lens con cui ha firmato il suo primo contratto professionistico il 16 maggio 2019. Ha debuttato in prima squadra il 13 agosto dello stesso anno nell'incontro di Coupe de la Ligue vinto 2-1 contro il Troyes. Nel gennaio 2020 ha rinnovato il contratto fino al 2024 e nel mercato invernale dell'anno successivo è stato ceduto in prestito per sei mesi al Paris FC. Con il club della capitale ha realizzato il primo gol in carriera, il 23 gennaio contro l'Amiens.
Tornato al Lens, il 17 ottobre 2021 ha debuttato in Ligue 1 nell'incontro perso 1-0 contro il Montpellier. Il 7 gennaio 2022 è stato ceduto in prestito fino al termine della stagione al Vicenza, in Serie B, con cui ha debuttato tre settimane dopo contro il Lecce.
Al termine della stagione si è trasferito al Pau a titolo definitivo.

## Statistiche
Statistiche aggiornate al 13 gennaio 2024.

### Presenze e reti nei club
| Stagione        | Squadra         | Campionato      | Campionato | Campionato | Coppe nazionali | Coppe nazionali | Coppe nazionali | Coppe continentali | Coppe continentali | Coppe continentali | Altre coppe | Altre coppe | Altre coppe | Totale | Totale | Totale |
| Stagione        | Squadra         | Pres            | Reti       | Comp       | Pres            | Reti            | Comp            | Pres               | Reti               | Comp               | Pres        | Reti        | Pres        | Reti   |        |        |
| --------------- | --------------- | --------------- | ---------- | ---------- | --------------- | --------------- | --------------- | ------------------ | ------------------ | ------------------ | ----------- | ----------- | ----------- | ------ | ------ | ------ |
| 2016-2017       | Lens 2          | CFA             | 1          | 0          |                 | -               | -               |                    | -                  | -                  |             | -           | -           | 1      | 0      |        |
| 2017-2018       | Lens 2          | N2              | 24         | 1          |                 | -               | -               |                    | -                  | -                  |             | -           | -           | 24     | 1      |        |
| 2018-2019       | Lens 2          | N2              | 22         | 8          |                 | -               | -               |                    | -                  | -                  |             | -           | -           | 22     | 8      |        |
| 2019-2020       | Lens 2          | N2              | 2          | 0          |                 | -               | -               |                    | -                  | -                  |             | -           | -           | 2      | 0      |        |
| 2018-2019       | Lens            | L2              | 0          | 0          | CF+CdL          | 1+0             | 0               |                    | -                  | -                  |             | -           | -           | 1      | 0      |        |
| 2019-2020       | Lens            | L2              | 10         | 0          | CF+CdL          | 1+3             | 0               |                    | -                  | -                  |             | -           | -           | 14     | 0      |        |
| 2020-gen. 2021  | Lens            | L1              | 0          | 0          | CF              | 0               | 0               |                    | -                  | -                  |             | -           | -           | 0      | 0      |        |
| gen.-giu. 2021  | Paris FC        | L2              | 11         | 2          | CF              | 2               | 0               |                    | -                  | -                  |             | -           | -           | 13     | 2      |        |
| 2021-gen. 2022  | Lens 2          | N2              | 4          | 1          |                 | -               | -               |                    | -                  | -                  |             | -           | -           | 4      | 1      |        |
| 2021-gen. 2022  | Lens            | L1              | 4          | 0          | CF              | 0               | 0               |                    | -                  | -                  |             | -           | -           | 4      | 0      |        |
| gen.-giu. 2022  | Vicenza         | B               | 12         | 0          | CI              | 0               | 0               |                    | -                  | -                  |             | -           | -           | 12     | 0      |        |
| 2022-2023       | Pau 2           | N3              | 1          | 0          |                 | -               | -               |                    | -                  | -                  |             | -           | -           | 1      | 0      |        |
| 2023-2024       | Pau 2           | N3              | 1          | 0          |                 | -               | -               |                    | -                  | -                  |             | -           | -           | 1      | 0      |        |
| 2022-2023       | Pau             | L2              | 28         | 1          | CF              | 4               | 0               |                    | -                  | -                  |             | -           | -           | 32     | 1      |        |
| 2023-2024       | Pau             | L2              | 10         | 1          | CF              | 3               | 0               |                    | -                  | -                  |             | -           | -           | 13     | 1      |        |
| Totale carriera | Totale carriera | Totale carriera | 130        | 14         |                 | 14              | 0               |                    | -                  | -                  |             | -           | -           | 144    | 14     |        |